# Sava Kovačević
Sava Kovačević (Principato del Montenegro, 25 gennaio 1905 – Krekovi, 13 giugno 1943) è stato un partigiano e generale jugoslavo.
Originario del Montenegro e aderente dalla giovane età al comunismo jugoslavo, dopo l'invasione della Jugoslavia nel 1941 durante la seconda guerra mondiale, entrò a far parte con compiti di comando delle formazioni partigiane comuniste attive nel Montenegro occupato dagli italiani. Combattente aggressivo e popolare, divenne uno dei capi più famosi e rispettati dell'Esercito Popolare di Liberazione della Jugoslavia partecipando alle più importanti battaglie contro gli italo-tedeschi e le forze collaborazioniste croate e cetniche.
Kovačević rimase ucciso in combattimento il 13 giugno 1943 durante la battaglia della Sutjeska, mentre guidava personalmente dalla prima linea i suoi uomini nel tentativo di rompere l'accerchiamento nemico e portare in salvo i feriti. In vita e soprattutto dopo la sua morte in battaglia, Sava Kovačević, il komandant Sava, divenne un personaggio quasi leggendario per i partigiani comunisti jugoslavi.

## Biografia

### Comandante partigiano in Montenegro
Originario di una povera famiglia di contadini del Montenegro, Sava Kovačević era nato nel villaggio di Nudo, vicino a Nikšić. Dopo aver lavorato come bracciante agricolo, Sava aveva anche lavorato come operaio a giornata al Pančevački Most; privo di una approfondita preparazione culturale, aveva però frequentato delle classi di scuola superiore ed era dotato di intelligenza e grande determinazione. Dopo essere entrato nelle file del Partito comunista jugoslavo nel 1925, dimostrò grande attaccamento alla causa proletaria, salendo nei quadri del partito e subendo la repressione dello stato per la sua attività. All'inizio della seconda guerra mondiale venne richiamato come sottufficiale della riserva e prestò servizio in una unità di artiglieria.

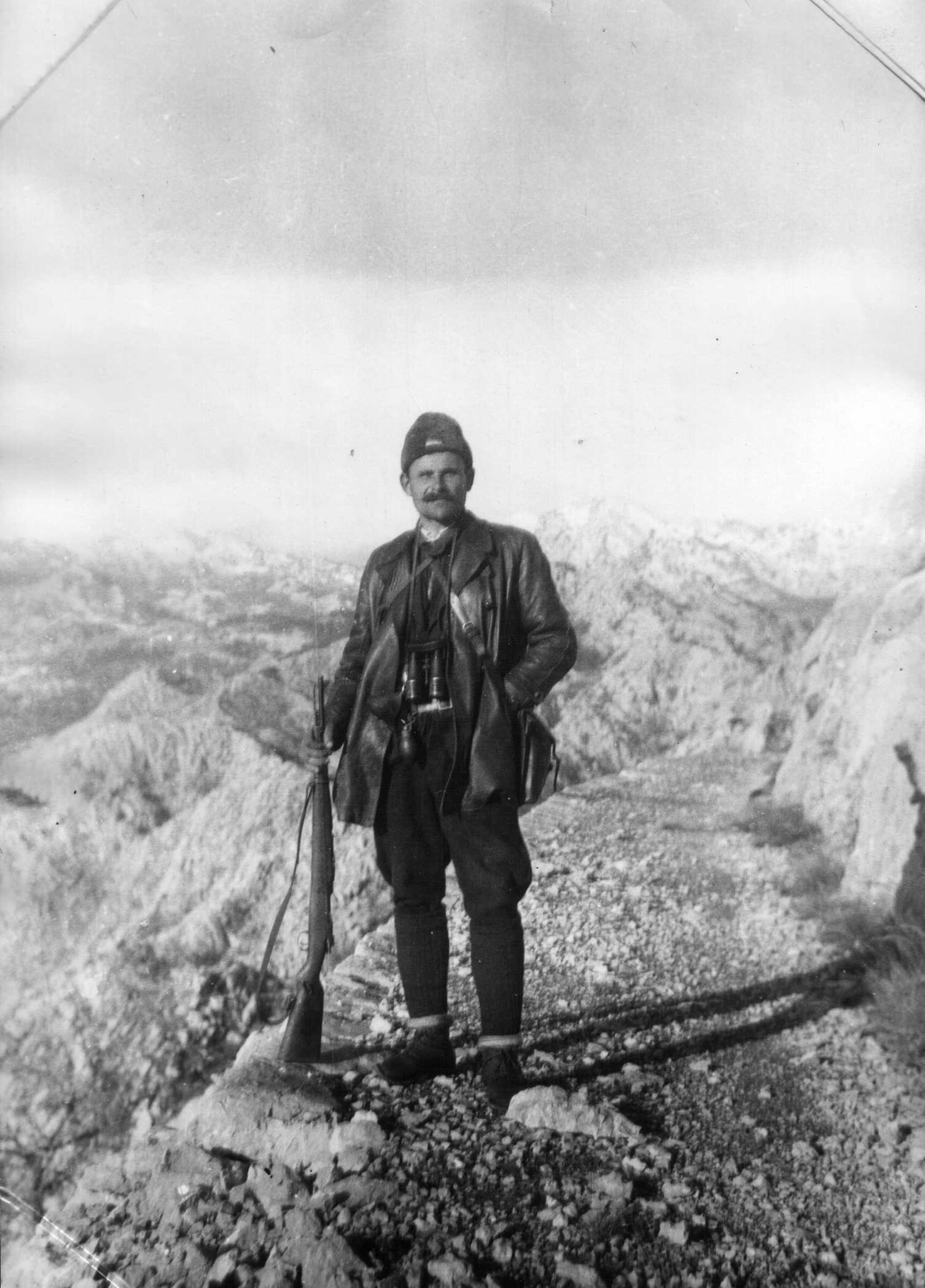
Sava Kovačević nel 1942.

Dopo il crollo del Regno di Jugoslavia nell'aprile del 1941 e l'invasione da parte delle forze dell'Asse, Kovačević entrò subito a far parte del movimento di resistenza dei partigiani organizzato dal partito comunista jugoslavo di Josip Broz Tito; insieme ai suoi due fratelli, Stanko e Plave, divenne uno dei capi della guerriglia del Montenegro e prese parte all'insurrezione generale che ebbe inizio nel luglio 1941. Sava, conosciuto anche come "Mizar", era il responsabile delle forze partigiane attive nella regione costiera delle bocche di Cattaro e divenne ben presto noto alle forze militari italiane che occupavano il Montenegro. Fisicamente vigoroso, aggressivo e fortemente determinato, Sava si dimostrò uno dei capi più capaci dell'insurrezione e ottenne un brillante successo il 23 luglio 1941 attaccando la cittadina di Grahovo. Kovačević diresse personalmente l'attacco manovrando un cannone in modo da colpire il presidio italiano che alla fine si arrese; Sava catturò armi ed equipaggiamenti e fece prigionieri alcune decine di soldati nemici che poco dopo vennero rilasciati.
Nei mesi successivi, mentre le forze italiane intensificavano, con l'arrivo di importanti rinforzi, le operazioni di repressione del movimento ribelle in Montenegro, Kovačević continuò con i suoi partigiani l'attività di guerriglia spostando la sua area di azione tra il confine con l'Erzegovina e la zona di Bijela Gora, nel settore di Grahovo. I comandi italiani riferirono nei loro rapporti della presenza e della pericolosità del gruppo guidato dal capo partigiano divenuto famoso e temuto. In seguitò Sava prese la guida anche delle formazioni partigiane attive nella sua regione natale di Nikšić e continuò incursioni e attacchi con le sue bande mobili e aggressive su tutto il territorio compreso tra il confine con l'Erzegovina e il mare.

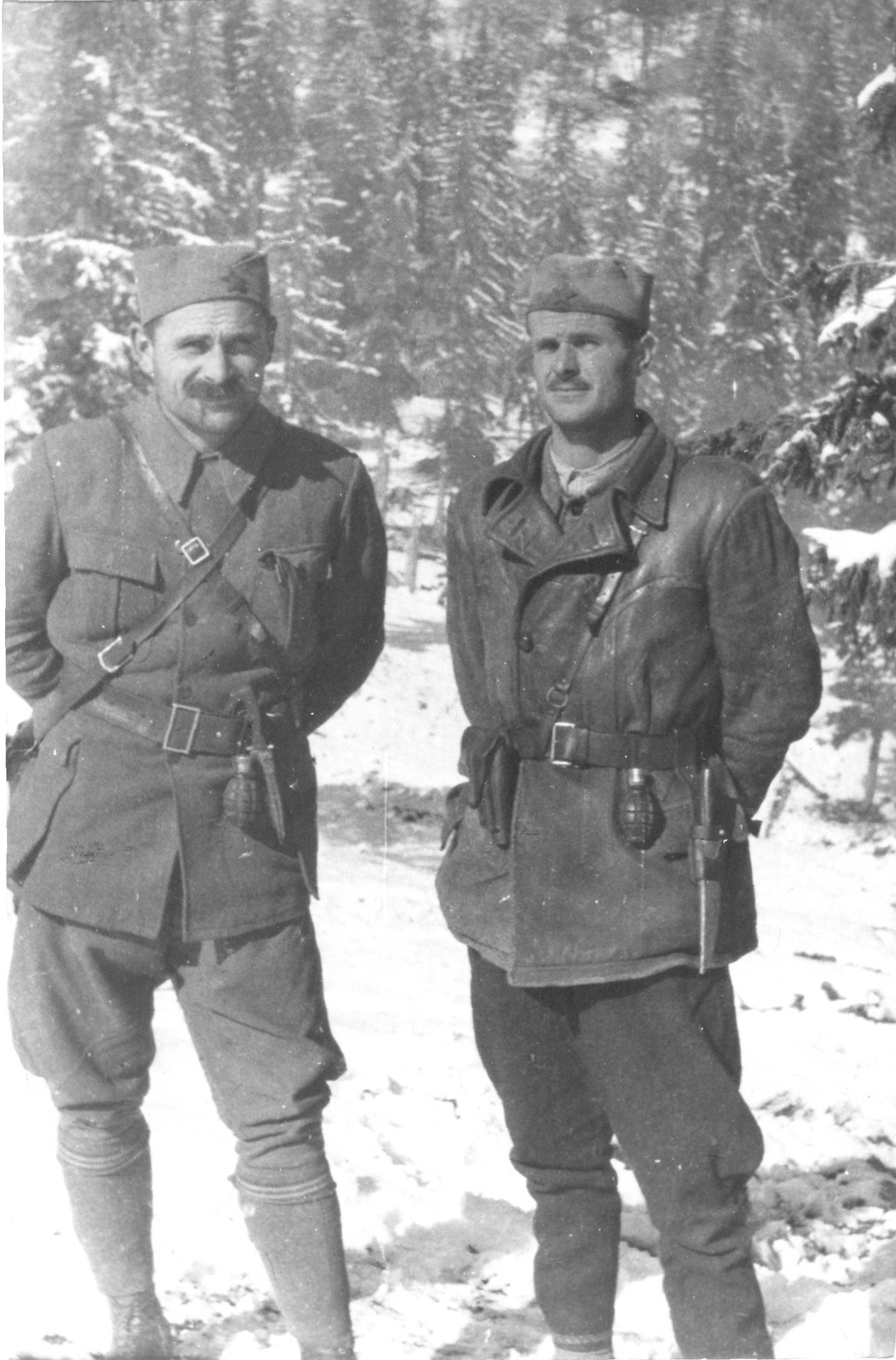
1942: Sava Kovačević, a sinistra, insieme al comandante partigiano Vojin Popović.

Il 26 novembre 1941 Kovačević ottenne un nuovo brillante successo guidando un'imboscata contro una colonna motorizzata italiana individuata sulla rotabile per Nikšić tra Bileća e Vilusi; il comandante partigiano partecipò all'attacco e catturò personalmente il tenente colonnello Raffaelli, comandante delle truppe italiane che subirono forti perdite: 11 morti, 22 feriti e 92 prigionieri; i partigiani catturarono anche tre carri armati italiani con i quali Kovačević costituì il primo reparto di carri delle forze di liberazione della Jugoslavia. Nella serata venne sconfitta, con la partecipazione dei carri armati catturati, una seconda colonna motorizzata italiana accorsa in aiuto; altri due mezzi corazzati vennero presi dai partigiani di Sava. Il 26 novembre sarebbe diventata dopo la guerra la giornata commemorativa del corpo dei carristi dell'Esercito popolare jugoslavo.
Dopo queste vittorie Kovačević entrò con il suo gruppo partigiano e due carri armati nel villaggio di Lastva, a pochi chilometri da Trebenje, che i reparti della divisione italiana "Marche" avevano preferito evacuare; i partigiani arrivarono nel piccolo borgo il 30 novembre 1941 e nei giorni seguenti Sava entrò in trattative per il rilascio dei prigionieri che egli dichiarava di non poter nutrire per mancanza di vettovagliamento. Secondo le fonti jugoslave gran parte dei prigionieri furono liberati in cambio della fornitura di benzina per i mezzi corazzati; diciotto italiani non furono invece rilasciati e furono trasferiti da Kovačević a Šavnik dove sette ufficiali, tra cui il tenente colonnello Raffaelli, furono fucilati dai partigiani; altri dieci prigionieri invece morirono di malattia.

### Da Bihać alla Neretva
Nelle settimane seguenti Kovačević venne nominato vice-comandante delle forze partigiane in Montenegro, ma ormai l'insurrezione era in grave difficoltà sotto gli attacchi e la brutale repressione delle forze italiane. Nel mese di marzo 1942 il comando di Kovačević era a Gornje Pole dove giunse Milovan Đilas che trascorse alcune settimane in Montenegro dove osservò l'andamento delle operazioni; nelle sue memorie Đilas descrive il suo primo incontro con Kovačević che egli definisce dall'aspetto pittoresco, "corpulento e baffuto" e dal carattere "vivace, forte, rozzo, perfino spietato". Nel giugno 1942 il comandante montenegrino divenne il comandante della 5ª Brigata proletaria, una delle nuove formazioni mobili in fase di costituzione secondo gli ordini di Tito.

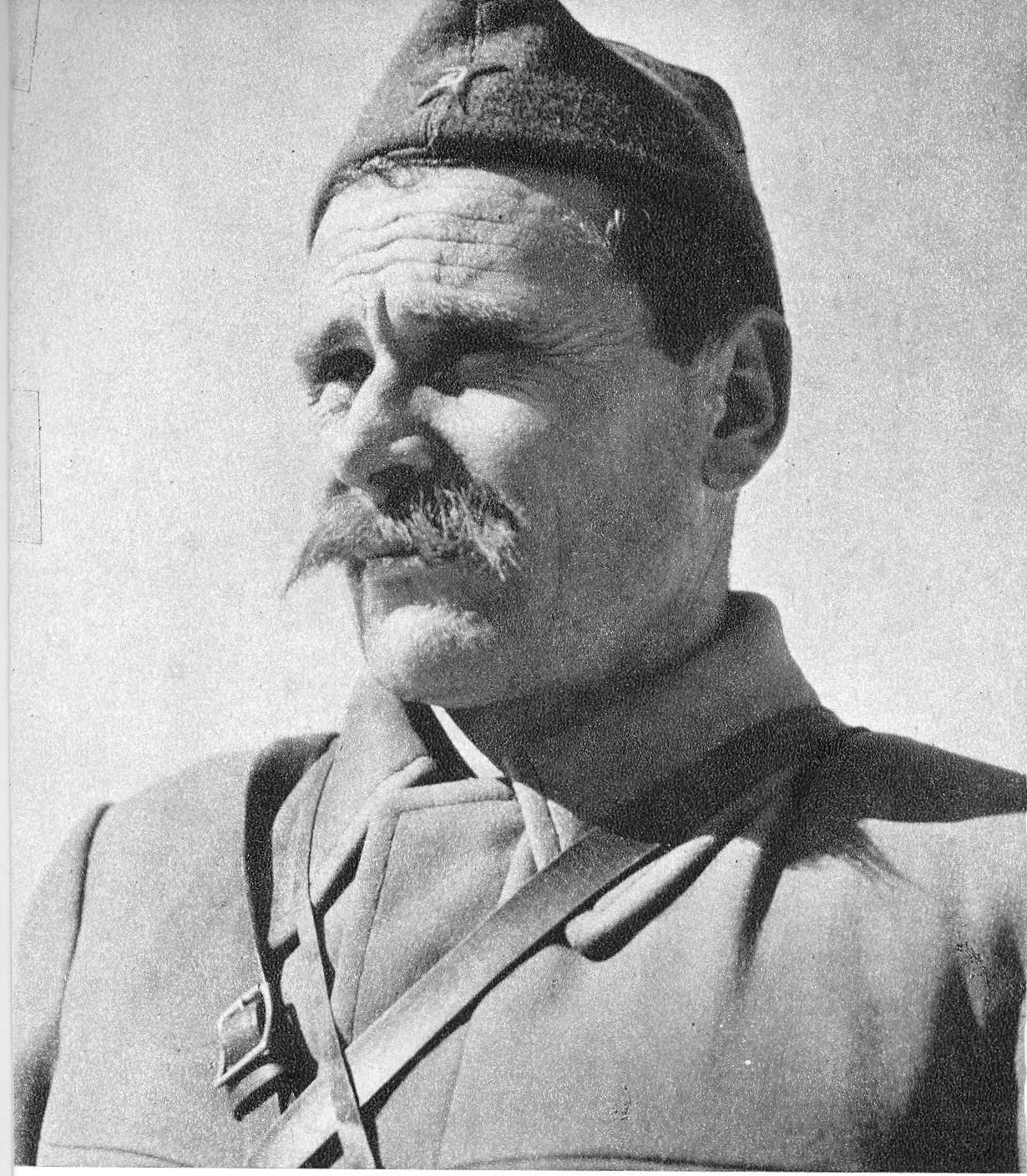
Sava Kovačević nel 1943.

Il 19 giugno 1942 Tito prese la decisione di trasferire il nucleo principale delle sue forze, quattro brigate, a nord verso la regione di Bihać; Sava Kovačević invece ricevette l'ordine di rimanere in Montenegro con la 5ª brigata e con formazioni erzegovesi; ben presto tuttavia il comandante partigiano si trovò in difficoltà, le sue truppe furono circondate dai cetnici ed egli decise di ripiegare a sua volta verso nord abbandonando il Montenegro. Giunto con la sua brigata a Glamoč, Kovačević si ricongiunse con il grosso delle forze partigiane, ma venne aspramente criticato dai comandanti Peko Dapčević e Mitar Bakić per la sua ritirata non autorizzata; Tito tuttavia non sembrò irritato; ascoltò con calma il racconto di Kovačević e alla fine concordò con la decisione presa dal comandante montenegrino.
Kovačević partecipò, sempre al comando della 5ª brigata montenegrina, ai violenti e drammatici combattimenti del gennaio-marzo 1943 dopo l'inizio da parte delle forze dell'Asse della grande operazione Weiss che sarebbe culminata nella battaglia della Neretva. La 5ª brigata era dipendente dalla 3ª Divisione d'assalto del generale Pero Cetković ed ebbe un ruolo importante durante le fasi alterne degli scontri. Kovačević guidò soprattutto con grande energia l'attacco del 17 febbraio 1943 contro il caposaldo italiano di Prozor che venne conquistato anche grazie al suo intervento diretto nella battaglia; dopo la presa della città tutti i prigionieri italiani della divisione "Murge" vennero fucilati. Non ebbe successo invece il successivo attacco a Konjic iniziato prematuramente prima dell'arrivo della brigata montenegrina; nelle ultime fasi della battaglia sulla Neretva, Kovačević diresse con successo i combattimenti di retroguardia per rallentare l'inseguimento tedesco. Il 28 marzo 1943 rimase ucciso nei combattimenti il comandante della 3ª Divisione d'assalto Pero Cetković e Radovan Vukanović divenne il nuovo comandante di quella formazione mentre Sava Kovačević per il momento conservò la guida della 5ª brigata montenegrina.

### La morte in combattimento alla Sutjeska
Il 15 maggio 1943 i tedeschi diedero inizio alla grande operazione Schwarz che culminò in giugno nella battaglia della Sutjeska; i partigiani, accerchiati nella regione del monte Durmitor, si trovarono in una situazione estremamente critica e Tito decise di dividere le sue forze in due gruppi e cercare di sfuggire separatamente attraverso lo sbarramento tedesco. Sava Kovačević rimase nel secondo gruppo che inizialmente doveva rimanere fermo a protezione dei feriti; Vukanović assunse il comando di queste forze partigiane cedendo la guida della 3ª Divisione d'assalto a Kovačević. Nonostante la fiducia e la combattività dimostrata dal comandante partigiano, la situazione delle formazioni del secondo gruppo divenne disperata.

Mentre anche l'esausta 7ª Divisione della Banija riuscì a ripiegare verso nord-ovest, Sava Kovačević rimase accerchiato con la sua divisione tra la Sutjeska e la Piva; nella sacca erano presenti anche i capi partigiani Milovan Đilas e Ivan Milutinović; la notte dell'11-12 giugno 1943 fu ricevuta la comunicazione dal comando supremo partigiano di non attendersi aiuti ma di cercare autonomamente di aprirsi un varco. Kovačević, che in pratica comandava tutte le forze accerchiate, quindi decise di dividere in tre gruppi i circa 2.000 esausti partigiani superstiti della sua divisione e di sferrare un disperato attacco per sfondare le linee d'accerchiamento tedesche. L'attacco guidato direttamente dai comandanti e dai commissari politici, fu lanciato il 13 giugno 1943 ma venne contrastato dal pesante fuoco delle postazioni nemiche e non ebbe successo. Kovačević cercò di conquistare con il suo gruppo le alture tatticamente importanti di Krekovi e guidò l'assalto in prima linea dove trovò la morte sotto il tiro dei tedeschi.
Sulle precise circostanze della sua morte esistono versioni contrastanti; il britannico Frederick William Deakin, capo della missione di collegamento presente con le forze partigiane, riferisce che Sava rimase ucciso durante un drammatico scontro a fuoco a colpi di pistola da distanza ravvicinata con un ufficiale tedesco che si concluse con la morte di entrambi; altre fonti riferiscono invece che il comandante partigiano cadde all'inizio dell'attacco colpito dal fuoco micidiale delle mitragliatrici tedesche. Per evitare che le truppe si demoralizzassero per la morte del loro capo, il corpo di Kovačević fu subito coperto da un cappotto e con rami d'albero. Mentre i partigiani superstiti si disperdevano in piccoli gruppi e in parte sfuggirono ai rastrellamenti tedeschi, la salma di Kovačević venne recuperata dai contadini della cittadina di Vrbnica che riconobbero il corpo e lo seppellirono su "uno spiazzo vicino alla strada" dove il comandante era caduto.

## Il ricordo
Dopo la sua morte Sava Kovačević, capo altamente apprezzato in vita dai suoi uomini per il suo valore e il suo coraggio fisico, divenne una figura quasi leggendaria nella memoria storica del movimento partigiano e nel luglio 1943 ricevette alla memoria la massima onorificenza al valore: l'Ordine dell'Eroe popolare, Orden narodnog heroja.

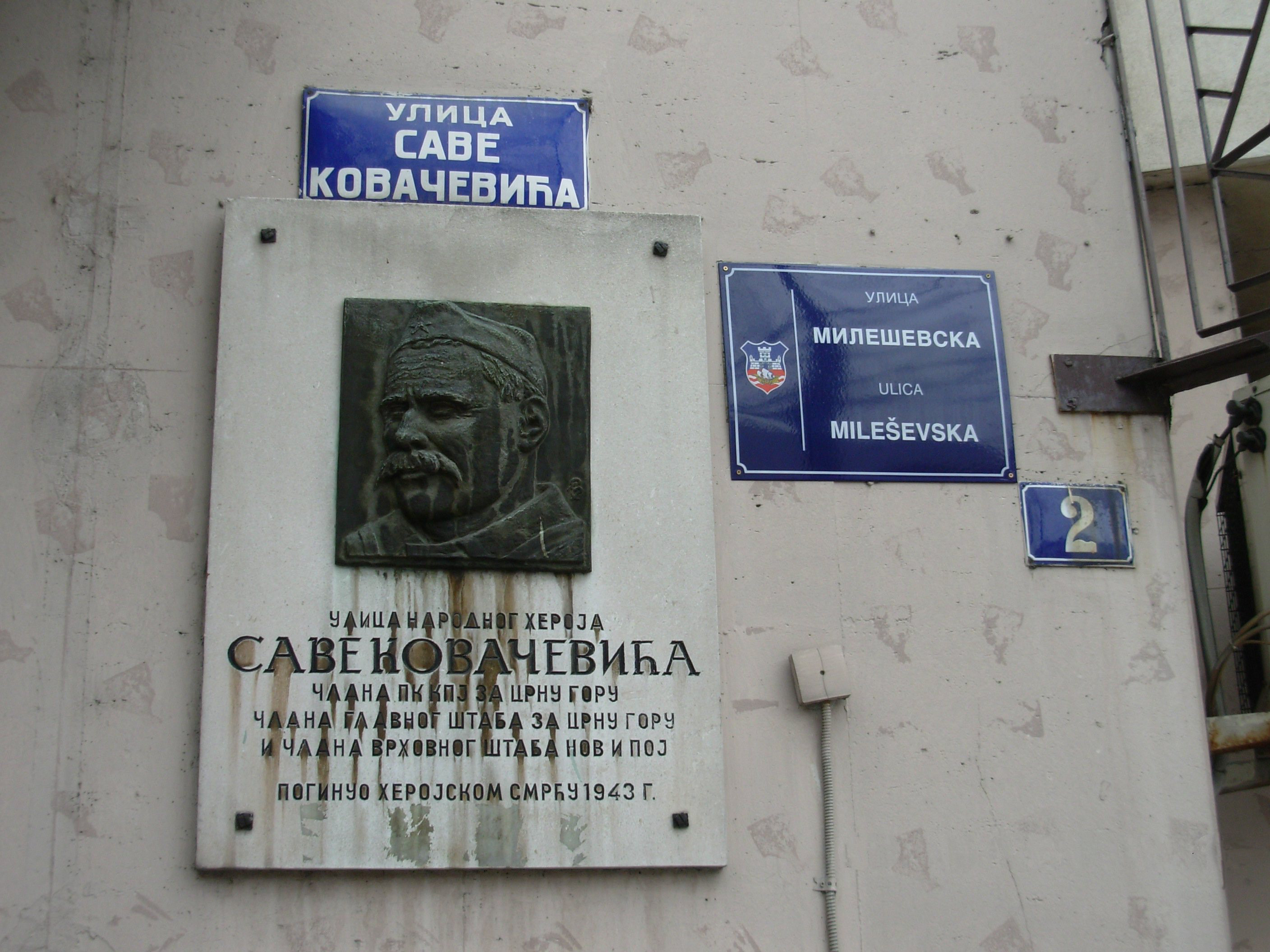
La placca in ricordo di Sava Kovačević esposta sulla via Mileševska a Belgrado.

Dopo la guerra furono eretti numerosi monumenti commemorativi del komandant Sava; sul luogo della morte venne disposta una lastra con l'iscrizione che riporta: "qui, di fronte alla sua brigata, nel tentativo di rompere l'accerchiamento nemico sulla Sutjeska, il 13 giugno 1943, al comando della 3ª Divisione d'assalto, morì l'eroe nazionale Sava Kovačević". Un'altra placca commemorativa è presente a Belgrado in via Mileševska che durante il periodo della Jugoslavia comunista aveva il nome del comandante partigiano.
Nella cultura popolare la figura di Sava Kovačević è ricordata in alcune canzoni dedicate alla resistenza partigiana jugoslava come Sivi Sokole ("Falcone pellegrino") che menziona la sua morte, e Komandant Sava; nel film jugoslavo "la battaglia della Sutjeska" comparve con un ruolo di rilievo anche il personaggio di Sava Kovačević che venne interpretato dall'attore serbo Ljuba Tadić.